# Slunj
Slunj – miasto w Chorwacji, w żupanii karlowackiej, siedziba miasta Slunj. W 2011 roku liczyło 1674 mieszkańców.

## Galeria zdjęć

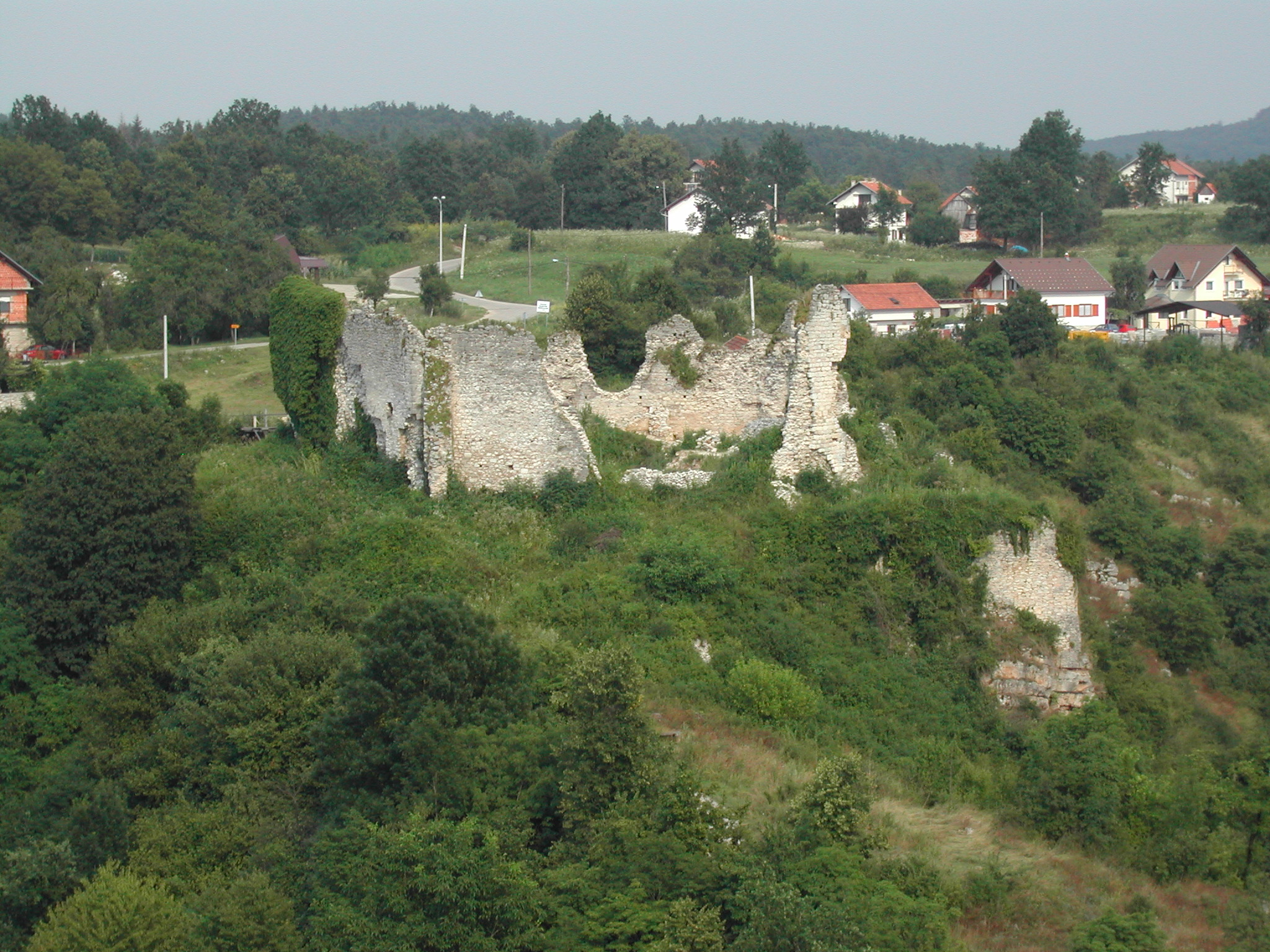
Ruiny zamku wzniesionego przez ród Frankopanów dla ochrony przed Turkami.
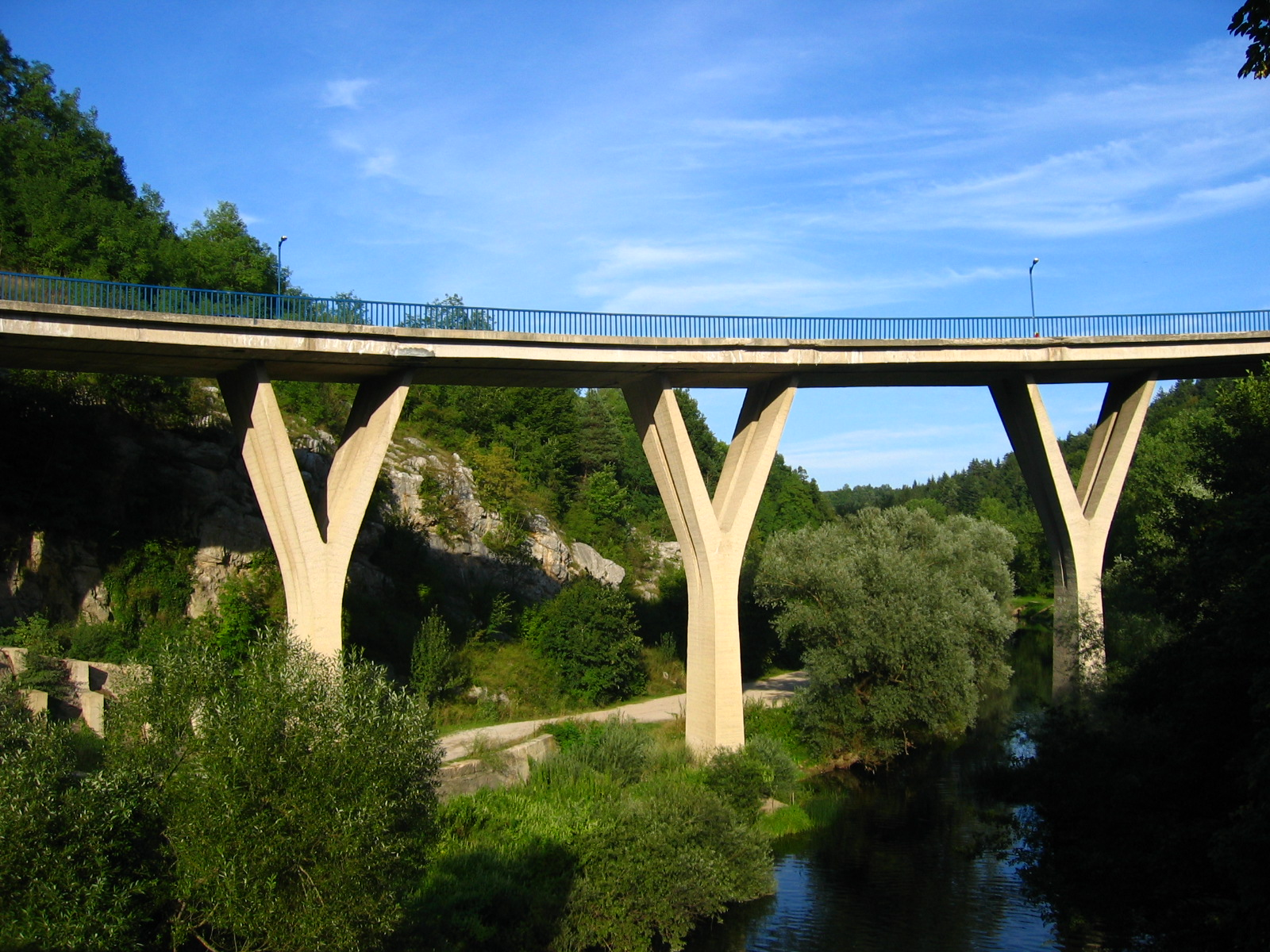
Most na rzece Korana.
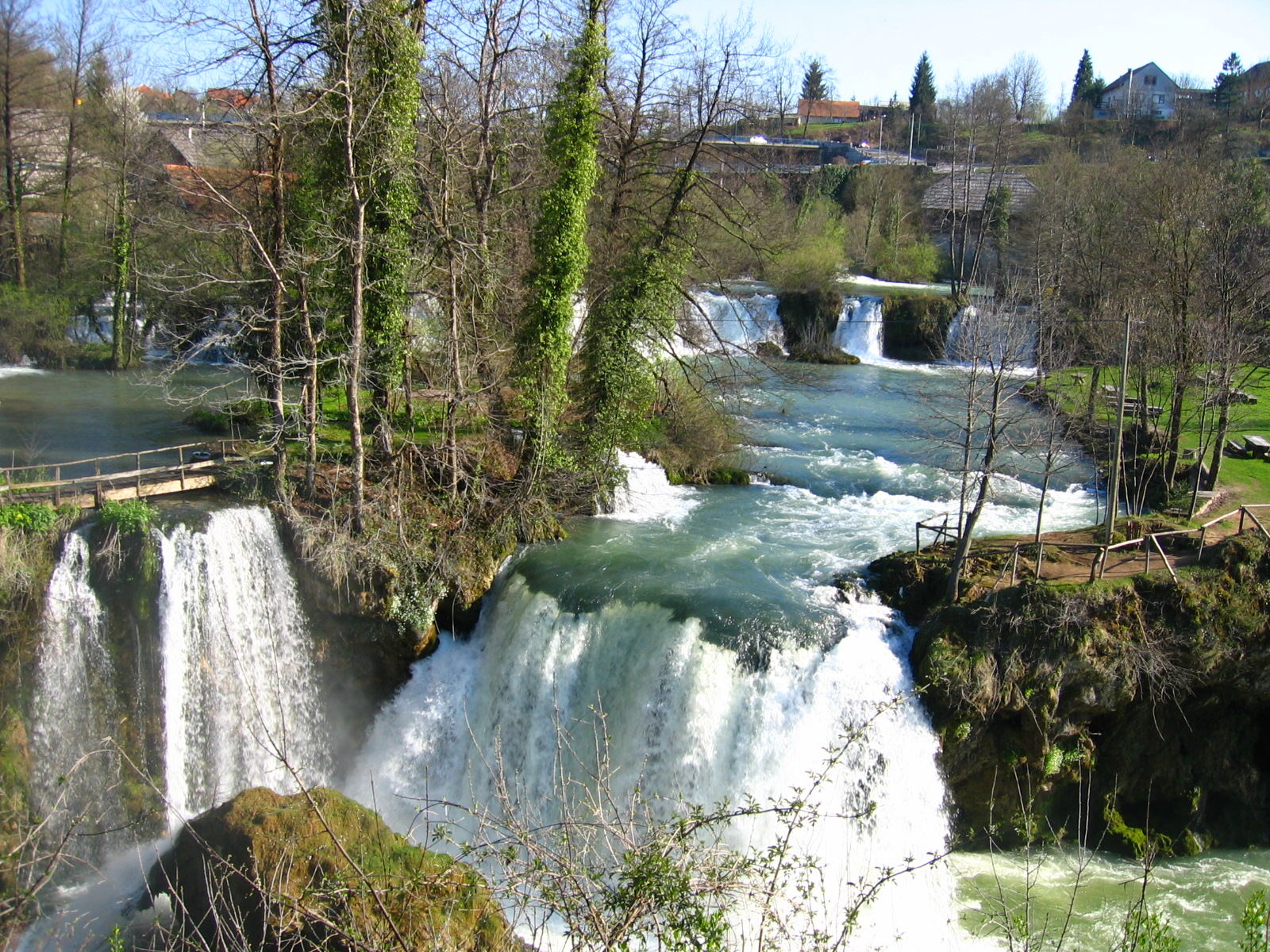
Wodospady na rzece Slunjčicy (dopływie Korany).